# Mira (película)
Mira (en ruso: Мира), titulada Sin señal en España y 12 horas para el fin del mundo en Latinoamérica, es una película de desastres de ciencia ficción rusa de 2022 dirigida por Dmitry Kiselev sobre los valores familiares y el amor por la familia y los amigos. Está protagonizada por Veronika Ustimova y Anatoliy Beliy.
Se estrenó en cines el 22 de diciembre de 2022. En Rusia, la película se estrenó la noche del 18 de diciembre de 2022, como lo promocionó First channel.
En Latinoamérica se estrenó durante segundo semestre de 2023.

## Sinopsis
En un futuro cercano, Lera Arabova es una joven de 15 años que vive con su familia en Vladivostok. El padre de Lera ha estado trabajando en la estación espacial en órbita "Mira" durante muchos años y ha perdido el contacto con su hija, convirtiéndose solo en una voz al otro lado del teléfono. Después de que una lluvia de meteoritos golpea la ciudad, Lera tiene una sola oportunidad para salvar a sus seres queridos y a la ciudad de un nuevo desastre. Su padre la ayuda en esto, utilizando los sistemas de vigilancia por satélite y el teléfono para enviarle mensajes, observando desde la estación cada uno de sus pasos.

## Producción
La película de desastres Mira se presentó a la Fundación de Cine de Rusia en 2021 pero no recibió la subvención.
La película fue dirigida por Dmitry Kiselyov, los papeles principales se le dieron a Veronika Ustimova y Anatoliy Beliy, contó con la asesoría del cosmonauta Fiódor Yurchijin. La compañía cinematográfica Mars Media Entertainment se encargó de la producción de la película junto con AMedia, con el apoyo de Cinema Foundation.
Un proyecto con un presupuesto de ₽540 millones, la película recibió una financiación de 187 millones de rublos solo una vez. En el verano de 2022, las productoras solicitaron otros 163 millones de rublos a Cinema Foundation.

### Rodaje
La fotografía principal saturada duró desde principios de agosto hasta principios de noviembre de 2021 en Moscú, la región del Óblast de Moscú y Vladivostok.

### Posproducción
Los efectos visuales estuvieron a cargo de Main Road Post, quien había trabajado anteriormente en las películas Atracción (película de 2017) e Invasión (película de 2020).

### Marketing
El primer tráiler de Mira se lanzó el 24 de octubre de 2022.

### Lanzamiento
Mira se estrenó en todo el mundo el 22 de diciembre de 2022 por "Cinema Atmosphere" Film Distribution. En Rusia, se estrenó el 18 de diciembre a las 19:00 hora de Moscú en los cines (19 de diciembre en el resto de Rusia).

## Reparto
- Veronika Ustimova como Valeria "Lera" Arabova
- Oso como Arabov
- Anatoliy Beliy como Valery Arabov, un astronauta y padre de Lera
  - Agniya Vorobyova como Lera en la infancia
- Alexander Petrov como Egor, el hermano menor de Lera
- Yevgeny Yegorov Evgeny Egorov como Misha, amigo de Lera
- Darya Moroz como Svetlana, la madre de Lera
- Maxim Lagashkin como Boris, pareja de Svetlana y el padrastro de Valeria.
- Andrey Smolyakov como Fomin, un oficial de alto rango del Centro de Control de Misión
- Kirill Zaytsev como Antonov, astronauta y comandante de Arabov
- Igor Khripunov como Ryabinov, colega de Arabov y Antonov
- Kristina Korbut como Olya
- Marina Burtseva como Tania
- Daria Blokhina como la voz de la IA M.I.R.A.
- Ígor Smirnov - entrenador
- Tatyana Dogileva como una anciana residente de la ciudad
- Vladimir Simonov como un anciano residente de la ciudad
- Anton Bogdanov - salvador del Ministerio de Situaciones de Emergencia
- Iliá Lagutenko - cameo

## Recepción
La película recibió una recepción generalmente positiva por parte de la crítica y el público, con elogios por la actuación, los efectos especiales y la historia, aunque algunas críticas se dirigieron a la duración de la película.